# 2010年亚洲残疾人运动会赛艇比赛
2010年亚洲残疾人运动会赛艇比赛于12月13日—12月14日在广东国际划船中心举办。

## 獎牌統計
| 排名 | 国家／地区      | 金牌 | 银牌 | 铜牌 | 總數 |
| ---- | --------------- | ---- | ---- | ---- | ---- |
| 1    | 中国（CHN）     | 4    | 0    | 0    | 4    |
| 2    | 日本（JPN）     | 0    | 2    | 0    | 2    |
| 3    | 中国香港（HKG） | 0    | 1    | 3    | 4    |
| 4    | 韩国（KOR）     | 0    | 1    | 1    | 2    |
| 總計 | 總計            | 4    | 4    | 4    | 12   |

## 赛事赛果

### AS女子单人双桨-ASW1x
- 金牌：张金红（中国）
- 银牌：李贞礼（韩国）
- 铜牌：曹萍（中国香港）

### AS男子单人双桨-ASM1x
- 金牌：谭业腾（中国）
- 银牌：前田大介（日本）
- 铜牌：毕炽扬（中国香港）

### TA混合双人双桨-TAMix2x
- 金牌：单子龙、童婵杜（中国）
- 银牌：滨田美穗、大竹麻理、松井嘉代子（日本）
- 铜牌：吕晓茹、邱德兴（中国香港）

### LTA混合四人单桨有舵手-LTAMix4+
- 金牌：曾海燕、陈连佳、黎明、林翠芝、王尉（中国）
- 银牌：陈嘉敏、陈婉华、郭永、姚嘉励、郑士隆（中国香港）
- 铜牌：李再南、柳顺玉、朴浣顺、申永洙、郑珠美（韩国）